# アケロオスの戦い
アケロオスの戦い（アケロオスのたたかい）は、917年にブルガリア帝国と東ローマ帝国との間で行われた戦い。

## 背景
913年にシメオンは総主教ニコラオス1世との間で、自分の娘とコンスタンティノス7世を結婚させるという条件を結んで講和した。しかしクーデターを起こして権力を握ったゾエ・カルボノプシナはこの講和を取り消した。そのため、再び戦争が始まった。

## 序章(戦闘まで)
両者ともこの戦争を決定的に終結させるべく用意周到に準備をしていた。東ローマ女帝ゾエはアラブ人との紛争を早急に終結させ東方軍団をこの紛争に参加させるよう求め、また東ローマ帝国は北方のその他の部族(ペチェネグ人・マジャール人など)と同盟を結びブルガリアに対して有利に動こうとした。しかしブルガリアの首長シメオン1世は、東ローマ帝国の外交政策を熟知しており、ペチェネグ人やマジャール人に先回りして交渉することで、一連の東ローマ側の同盟交渉を失敗させ、東ローマ帝国は単独でブルガリアと戦わざるを得なくなった。

### 東ローマ軍の動き
東ローマ帝国は東方国境での戦争に勝利し国境は安定化させることに成功し、将軍ジョン・ボガス・レオーン・ファカスらは小アジアに駐屯していた東ローマ軍を率いて帝国西方・北方に向けて援軍として駆けつけ、皇帝直属の部隊タグマや西方・北方の国境付近の部隊に加わった。その数は30,000人にまで膨れ上がりった。この規模の軍隊は、当時の軍隊の規模からすると非常に大軍であり、この大軍をもってして、北方におけるブルガリア人の脅威を取り除こうとした。東ローマの将軍たちはこの戦術で戦えば必ずブルガリアを駆逐できると自信に満ち溢れており、また、兵士たちも聖十字架に死ぬまで戦うと誓い、士気は上々で、進軍中にも兵士の士気は上がり続けた。陸軍の北上と同時にロマノス1世レカペノス率いる東ローマ海軍もドナウ川の河口付近まで北上した。

### ブルガリア軍の動き
シメオン1世率いたブルガリア軍はどれほどの規模だったのかはよく伝わっていない。しかし、ブルガリアは東ローマ帝国との交渉を破棄した後も、東ローマ帝国がかつて同盟していた国々(ペチェネグ人やハンガリー王国)がブルガリア北境から攻め込んでこないか心配しており、念のために小規模の部隊を北方(東はドニエプル川、西はボスニアまで広がる広大な地域)に派遣した。しかし結局これらの国々はブルガリアに味方し、この戦いでブルガリアの勝利に一役買ったと伝わる。

## 戦い
アラブ人との戦いを終わらせた東ローマ帝国は、アナトリアのテマから11万の軍勢を徴兵してトラキアに移動させた。そしてアケロオスでブルガリア軍と戦ったが、シメオンの前にまたしても大敗を喫した。この戦いで打ち捨てられた東ローマ軍の死骸は、50年後も放置されたままだったという。この戦いに勝利したシメオンはコンスタンティノープルを目指して進軍した。